# Associazione Calcio Liguria 1938-1939
Questa voce raccoglie le informazioni riguardanti l'Associazione Calcio Liguria nelle competizioni ufficiali della stagione 1938-1939.

## Divise
| Prima divisa |

## Organigramma societario
Area direttiva
- Commissario straordinario: Nicola Moio

Area tecnica
- Allenatore: Adolfo Baloncieri

## Rosa
| N. |                   | Ruolo | Calciatore          |
| -- | ----------------- | ----- | ------------------- |
|    | Italia (bandiera) | P     | Vittorio Profumo    |
|    | Italia (bandiera) | P     | Bruno Venturini     |
|    | Italia (bandiera) | D     | Renato Bodini (II)  |
|    | Italia (bandiera) | D     | Luigi Cassano       |
|    | Italia (bandiera) | D     | Wando Persia (I)    |
|    | Italia (bandiera) | D     | Gian Emilio Piazza  |
|    | Italia (bandiera) | C     | Giovanni Battistoni |
|    | Italia (bandiera) | C     | Gian Battista Cagna |
|    | Italia (bandiera) | C     | Gino Callegari      |
|    | Italia (bandiera) | C     | Mario Malatesta     |
|    | Italia (bandiera) | C     | Carlo Scarpato      |

| N. |                   | Ruolo | Calciatore           |
| -- | ----------------- | ----- | -------------------- |
|    | Italia (bandiera) | C     | Giuseppe Spinola     |
|    | Italia (bandiera) | C     | Francesco Tortarolo  |
|    | Italia (bandiera) | A     | Luigi Beretta        |
|    | Italia (bandiera) | A     | Angelo Bollano       |
|    | Italia (bandiera) | A     | Giovanni Cappelli    |
|    | Italia (bandiera) | A     | Cherubino Comini     |
|    | Italia (bandiera) | A     | Elisio Gabardo       |
|    | Italia (bandiera) | A     | Luciano Peretti      |
|    | Italia (bandiera) | A     | Aldo Spivach         |
|    | Italia (bandiera) | A     | Massimiliano Zandali |

## Risultati

### Serie A

#### Girone d'andata
| Arbitro: | Gamba (Pozzuoli) |

|                              |           |                                     |
| Sentimenti III 18’ Notti 44’ | Marcatori | 24’ Peretti 48’ Gabardo 79’ Bollano |

| Arbitro: | Barlassina (Novara) |

|                              |           |                          |
| Gabardo 15’ Peretti 19’, 83’ | Marcatori | 43’ Coscia 88’ Serantoni |

| Napoli 2 ottobre 1938 | Napoli             | 0 – 0 | Liguria | Stadio Giorgio Ascarelli (13 000 spett.)\| Arbitro: \| Scorzoni (Bologna) \| |
| Arbitro:              | Scorzoni (Bologna) |       |         |                                                                              |

| Arbitro: | Mazzarini (Roma) |

|                     |           |  |
| Buonocore 3’ (aut.) | Marcatori |  |

| Arbitro: | Dattilo (Roma) |

|  |           |            |
|  | Marcatori | 8’ Peretti |

| Arbitro: | Dellarole (Vercelli) |

|            |           |  |
| Bollano 9’ | Marcatori |  |

| Arbitro: | Zelocchi (Modena) |

|  |           |            |
|  | Marcatori | 2’ Spinola |

| Arbitro: | Dattilo (Roma) |

|             |           |                        |
| Spivach 84’ | Marcatori | 43’ Maini 76’ Andreolo |

| Arbitro: | Barlassina (Novara) |

|             |           |  |
| Zacconi 53’ | Marcatori |  |

| Arbitro: | Mazza (Torre del Greco) |

|                              |           |            |
| Bollano 36’, 56’ Spinola 49’ | Marcatori | 40’ Romano |

| Milano 18 dicembre 1938 | Milan           | 0 – 0 | Liguria | San Siro (12 000 spett.)\| Arbitro: \| Tonnetti (Roma) \| |
| Arbitro:                | Tonnetti (Roma) |       |         |                                                           |

| Arbitro: | Scorzoni (Bologna) |

|                        |           |            |
| Gabardo 4’ Bollano 48’ | Marcatori | 8’ Gaddoni |

| Arbitro: | Pirovano (Monza) |

|             |           |             |
| Peretti 63’ | Marcatori | 60’ Gabetto |

| Arbitro: | Scarpi (Dolo) |

|  |           |                         |
|  | Marcatori | 22’ Spinola 63’ Bollano |

| Arbitro: | Dellarole (Vercelli) |

|             |           |                |
| Beretta 75’ | Marcatori | 53’ Bonistalli |

#### Girone di ritorno
| Arbitro: | Scarpi (Dolo) |

|                      |           |  |
| Bodini II 26’ (rig.) | Marcatori |  |

| Arbitro: | Pizziolo (Firenze) |

|               |           |  |
| Michelini 61’ | Marcatori |  |

| Arbitro: | Zelocchi (Modena) |

|                         |           |  |
| Spinola 72’ Gabardo 73’ | Marcatori |  |

| Arbitro: | Scorzoni (Bologna) |

|                                                             |           |                          |
| Campatelli 14’ Candiani 15’, 64’ Ferraris II 55’ Frossi 83’ | Marcatori | 2’ Zandali 45’ Callegari |

| Arbitro: | Tonnetti (Roma) |

|               |           |  |
| Callegari 56’ | Marcatori |  |

| Arbitro: | Zelocchi (Modena) |

|                   |           |                      |
| Fusco 30’ Duè 82’ | Marcatori | 49’ (rig.) Bodini II |

| Arbitro: | Barlassina (Novara) |

|                             |           |                            |
| Comini 53’ Gabardo 69’, 90’ | Marcatori | 10’, 30’ Neri 74’ Viani II |

| Arbitro: | Bertolio (Torino) |

|             |           |             |
| Biavati 53’ | Marcatori | 34’ Gabardo |

| Arbitro: | Zelocchi (Modena) |

|  |           |               |
|  | Marcatori | 63’ Vettraino |

| Arbitro: | Scarpi (Dolo) |

|            |           |  |
| Borrini 4’ | Marcatori |  |

| Arbitro: | Mattea (Torino) |

|  |           |           |
|  | Marcatori | 37’ Boffi |

| Arbitro: | Salvatori (Roma) |

|             |           |  |
| Gaddoni 16’ | Marcatori |  |

| Arbitro: | Galeati (Bologna) |

|                               |           |          |
| Tomasi 37’ Cassano 51’ (aut.) | Marcatori | 3’ Cagna |

| Arbitro: | Tonnetti (Roma) |

|                         |           |                        |
| Bollano 23’ Gabardo 47’ | Marcatori | 53’ Trevisan 79’ Salar |

| Arbitro: | Bertolio (Torino) |

|                                      |           |             |
| Stella 46’ Rosellini 80’ Pomponi 89’ | Marcatori | 30’ Spinola |

### Coppa Italia

#### Sedicesimi di finale
| Arbitro: | Saracini (Ancona) |

|                                |           |                         |
| Veronesi 43’, 98’ Villotti 89’ | Marcatori | 12’ Cassano 41’ Gabardo |

## Statistiche

### Statistiche di squadra
| Competizione | Punti | In casa | In casa | In casa | In casa | In casa | In casa | In trasferta | In trasferta | In trasferta | In trasferta | In trasferta | In trasferta | Totale | Totale | Totale | Totale | Totale | Totale | DR |
| Competizione | Punti | G       | V       | N       | P       | Gf      | Gs      | G            | V            | N            | P            | Gf           | Gs           | G      | V      | N      | P      | Gf     | Gs     | DR |
| ------------ | ----- | ------- | ------- | ------- | ------- | ------- | ------- | ------------ | ------------ | ------------ | ------------ | ------------ | ------------ | ------ | ------ | ------ | ------ | ------ | ------ | -- |
| Serie A      | 31    | 15      | 8       | 4       | 3       | 22      | 15      | 15           | 4            | 3            | 8            | 13           | 19           | 30     | 12     | 7      | 11     | 35     | 34     | +1 |
| Coppa Italia |       | -       | -       | -       | -       | -       | -       | 1            | 0            | 0            | 1            | 2            | 3            | 1      | 0      | 0      | 1      | 2      | 3      | -1 |
| Totale       | -     | 15      | 8       | 4       | 3       | 22      | 15      | 16           | 4            | 3            | 9            | 15           | 22           | 31     | 12     | 7      | 12     | 37     | 37     | 0  |

### Statistiche dei giocatori[2]
| Giocatore      | Serie A  | Serie A | Coppa Italia | Coppa Italia | Totale   | Totale |
| Giocatore      | Presenze | Reti    | Presenze     | Reti         | Presenze | Reti   |
| -------------- | -------- | ------- | ------------ | ------------ | -------- | ------ |
| G. Battistoni  | 24       | 0       | 1            | 0            | 25       | 0      |
| L. Beretta     | 4        | 1       | -            | -            | 4        | 1      |
| R. Bodini (II) | 27       | 2       | 1            | 0            | 28       | 2      |
| A. Bollano     | 20       | 7       | 1            | 0            | 21       | 7      |
| G.B. Cagna     | 5        | 1       | 1            | 0            | 6        | 1      |
| G. Callegari   | 25       | 2       | -            | -            | 25       | 2      |
| G. Cappelli    | 3        | 0       | -            | -            | 3        | 0      |
| L. Cassano     | 6        | 0       | 1            | 1            | 7        | 1      |
| C. Comini      | 8        | 1       | -            | -            | 8        | 1      |
| E. Gabardo     | 26       | 8       | 1            | 1            | 27       | 9      |
| M. Malatesta   | 29       | 0       | 1            | 0            | 30       | 0      |
| L. Peretti     | 23       | 5       | -            | -            | 23       | 5      |
| W. Persia (I)  | 22       | 0       | -            | -            | 22       | 0      |
| G.E. Piazza    | 5        | 0       | 1            | 0            | 6        | 0      |
| V. Profumo     | 21       | -19     | 1            | -3           | 22       | -22    |
| C. Scarpato    | 1        | 0       | -            | -            | 1        | 0      |
| G. Spinola     | 28       | 5       | -            | -            | 28       | 5      |
| F. Tortarolo   | 14       | 0       | 1            | 0            | 15       | 0      |
| B. Venturini   | 9        | -15     | -            | -            | 9        | -15    |
| M. Zandali     | 14       | 1       | 1            | 0            | 15       | 1      |